# Abraham Nicolaas Godefroy

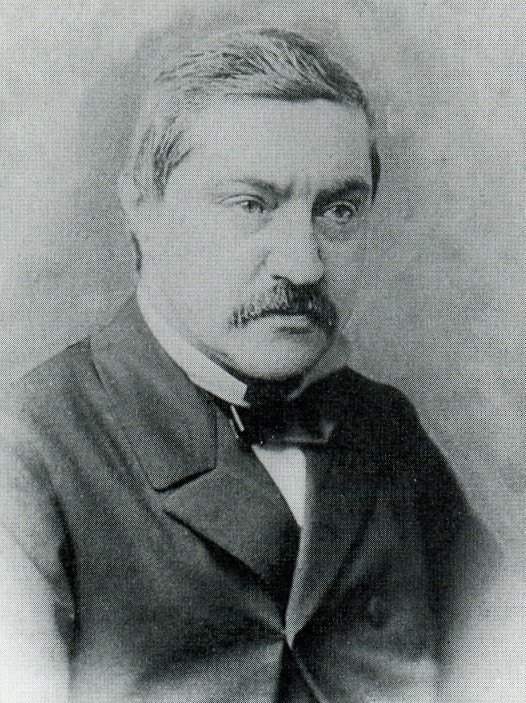
Abraham Nicolaas Godefroy

Abraham Nicolaas Godefroy (Amsterdam, 12 augustus 1822 - aldaar, 29 december 1899) was een Nederlands architect.

## Biografie
Godefroy  werd in 1822 geboren als Abraham Nikolaas Smit. In 1840 wordt zijn achternaam gewijzigd in Godefroy. Hij  begon zijn loopbaan in 1838 bij de afdeling Stedelijke Bouwwerken van Amsterdam. Hij werd al direct in het oprichtingsjaar (1842) lid van de Maatschappij tot Bevordering der Bouwkunst, waar hij bovendien van 1862 tot 1867 voorzitter van was. Van 1845 tot 1850 was hij werkzaam op het architectenbureau van Isaäc Warnsinck. Vanaf 1851 was hij werkzaam als architect in Amsterdam.

## Enkele werken
- 1849-1851 Rotterdam: Koninklijke Nederlandsche Yachtclub (nu: Wereldmuseum Rotterdam), Willemskade 25
- 1849-1851 Gorinchem: Hervormde Kerk (samen met zijn leermeester Isaäc Warnsinck)
- 1854-1856 Amsterdam: Nieuwe Waalse Kerk, Keizersgracht 676
- 1856-1856 Bloemendaal: koetshuis op landgoed Duin en Daal
- 1856 Amsterdam: Zeemanshuis
- 1868-1870 Amsterdam: Kraamvrouwenkliniek, Oude Turfmarkt 125